# الکساندر بیت تروف
الکساندر بیت تروف (انگلیسی: Alexander Bittroff؛ زادهٔ ۱۹ سپتامبر ۱۹۸۹) بازیکن فوتبال اهل آلمان است.
از باشگاه‌هایی که در آن بازی کرده‌است می‌توان به باشگاه فوتبال کمنیتس، باشگاه فوتبال انرژی کوتبوس، و باشگاه فوتبال اف‌اس‌وی فرانکفورت اشاره کرد.